# Schanzen im Westerholz
Die beiden Schanzen im Westerholz (Auf der Burg) liegen etwa zwei Kilometer südlich der Burgruine Haltenberg auf dem Lechrain im Landkreis Landsberg am Lech (Oberbayern). Der Burgplatz wurde bereits in der Bronzezeit benutzt und im Früh- und Hochmittelalter ausgebaut.

## Geschichte
Scherbenfunde im Bereich der kleinen Schanze wurden in die Bronze-, Latène- und Römerzeit datiert.
Gegen Ende des Frühmittelalters wurde die Große Schanze auf den heutigen Umfang erweitert. Die Anlage trägt einige typische Merkmale einer kleineren Ungarnschutzburg, könnte jedoch ein Herrensitz oder befestigter Hof gewesen sein.
Für die Funktion als Ansitz sprechen das kleine Kernwerk an der Hangkante und die – noch überschaubare – Größe der Burg. Ungarnzeitliche Merkmale sind die Annäherungshindernisse, der geschüttete Vorburgwall und der – später durchbrochene – vorletzte Wall vor dem Kernwerk. Der Autor Michael Weithmann interpretierte 1999 deshalb die große Schanze als ungarnzeitliche Landesburg. Die relative Kleinräumigkeit der Anlage im Vergleich zu anderen mutmaßlichen Landesburgen spricht allerdings eher für ein zweitrangiges Befestigungswerk dieser Zeitstellung. Auf der westlichen Lechseite hat sich mit der Haldenburg bei Schwabmünchen eine der eindrucksvollsten frühmittelalterlichen Großburgen der Region erhalten.
Die große Schanze ist das südlichste Glied einer frühmittelalterlichen Burgenkette auf dem Lechrain zwischen Thierhaupten und Kaufering. Diese Befestigungslinie könnte bereits vor den Ungarnkriegen als Grenzsicherung zwischen den Gebieten der Alamannen und Bajuwaren entstanden sein.
Im Hochmittelalter diente die Burg eindeutig als Ansitz. Hierfür spricht vor allem der kleine Turmhügel, der dem Hauptwall vorgelegt wurde. Noch vor einigen Jahren lagen um den Hügel einige kleinere Tuffsteinquader, die heute verschwunden sind.
In der ersten Hälfte des 20. Jahrhunderts wurde ein Jagdhaus mit einigen Nebengebäuden in die Wallanlage eingebaut. Die Einbauten sind heute bis auf einige Fußbodenbeläge verschwunden.
Beide Schanzen sind Stationen des Vor- und Frühgeschichtspfades des Landkreises Landsberg am Lech.

## Beschreibung

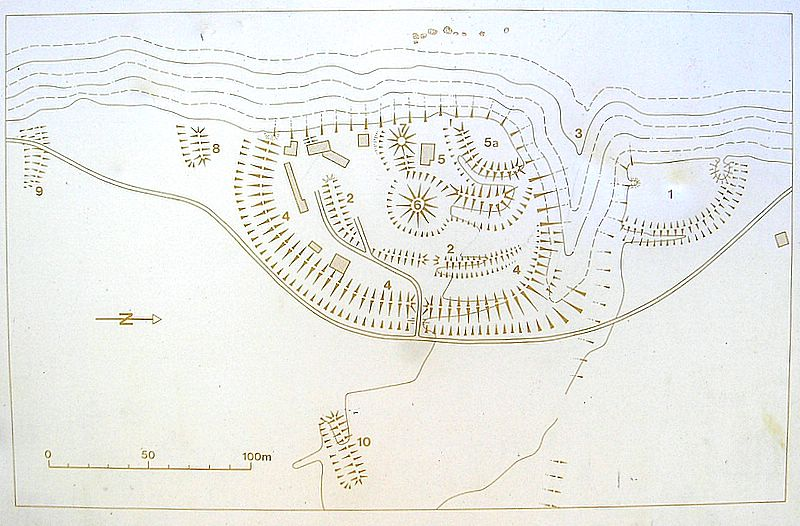
Plan auf der Infotafel vor dem Eingang zur „Großen Schanze“

Die Befestigungswerke werden durch eine tiefe Erosionsrinne getrennt, die einen Aufstieg auf die Hochfläche ermöglicht. Nördlich dieses Einschnittes wird das Areal der Kleinen Schanze durch einen bogenförmigen Wallgraben vom Vorgelände abgetrennt. Der Wall ist nur noch maximal einen Meter hoch, der Graben nur als flache Mulde erhalten. Das Gelände ist dicht mit Dornengestrüpp überwuchert und nur im Winter begehbar.
Ein ähnlicher – allerdings wesentlich umfangreicherer – Wallgraben hat sich teilweise im Innern der großen Schanze erhalten. Die genaue Zeitstellung dieser beiden ältesten Befestigungswerke ist unklar.
Die Große Schanze liegt südlich der Erosionsrinne auf der Hangkante. Ein bis zu vier Meter  hoher Wall mit vorgelegtem Graben läuft vom Kopf der Rinne zum Steilhang. Südlich der Vorburg liegt ein zusätzliches Annäherungshindernis an der Abbruchkante. Der kurze Wallgraben ist bis zu drei Meter hoch und etwa zehn Meter lang. Der Plan auf der Tafel am Burgeingang zeigt davor noch ein weiteres Wallstück, das aber durch den Wegebau größtenteils beseitigt wurde.
Östlich der Großen Schanze hat sich noch ein etwa 40 Meter langer Wallgraben erhalten, der mit Jungwald bepflanzt wurde und deshalb nur schlecht zu erkennen ist.
Vor der alten Torlücke auf der Ostseite steht seit 1984 eine Tafel mit einem Übersichtsplan und Erläuterungen zur Geschichte der Burg.
Hinter dem Vorburgwall liegt der niedrige Wallgraben der frühgeschichtlichen Befestigungsanlage. Es folgt der als „Ungarnwall“ interpretierbare Hauptwall, dem in hochmittelalterlicher Zeit ein Turmhügel vorgelegt wurde. Hierfür wurde offensichtlich das Erdmaterial des Walles wieder verwendet, so dass der Wall hinter dem Hügel unterbrochen ist. Eine weitere Turmstelle liegt am südlichen Wallende, das Nordende ist leicht überhöht und verbreitert.
Der Turmhügel vor dem Hauptwall ist etwa 4,5 Meter hoch. Das Gipfelplateau kann höchstens einen bescheidenen Turm getragen haben. Der Erdkegel ist einer der kleinsten seiner Art.
Als letztes Erdwerk folgen Graben und Wall des Kernwerkes. Die bogenförmige Wallkrone überhöht den Innenraum um etwa einen Meter, die Westseite ist durch die fortschreitende Bodenerosion bedroht.
Das Bayerische Landesamt für Denkmalpflege verzeichnet die beiden Bodendenkmäler als Befestigungsanlage mit Wall und Graben vermutlich der Bronzezeit, der Hallstattzeit, der Latènezeit, der römischen Kaiserzeit und des Mittelalters unter der Denkmalnummer D 1-7831-0030.